# Rio Mitcham
Rio Mitcham (* 30. August 1999) ist ein britischer Sprinter, der sich auf den 400-Meter-Lauf spezialisiert hat. 2022 wurde er Europameister in der 4-mal-400-Meter-Staffel und im Jahr darauf gewann er bei den Weltmeisterschaften in Budapest zwei Medaillen.

## Sportliche Laufbahn
Erste internationale Erfahrungen sammelte Rio Mitcham im Jahr 2022, als er bei den Europameisterschaften in München mit der britischen 4-mal-400-Meter-Staffel an den Start ging und dort der Mannschaft zum Finaleinzug verhalf und damit zum Gewinn der Goldmedaille beitrug. Im Jahr darauf gewann er bei den Weltmeisterschaften in Budapest in 2:58,71 min gemeinsam mit Alex Haydock-Wilson, Charlie Dobson und Lewis Davey die Bronzemedaille hinter den Teams aus den Vereinigten Staaten und Frankreich und in der Mixed-Staffel sicherte er sich mit neuem Landesrekord von 3:11,06 min gemeinsam mit Lewis Davey, Laviai Nielsen und Yemi Mary John die Silbermedaille hinter den Vereinigten Staaten.

## Persönliche Bestleistungen
- 200 Meter: 21,12 s (−1,9 m/s), 25. August 2019 in Birmingham
- 400 Meter: 45,60 s, 10. Juni 2023 in Genf